# Zemětice
Zemětice – gmina w Czechach, w powiecie Pilzno Południe, w kraju pilzneńskim. Według danych z dnia 1 stycznia 2014 liczyła 261 mieszkańców.